# Brette
Brette ist eine französische Gemeinde mit 31 Einwohnern (Stand 1. Januar 2022) im Süden des Départements Drôme in der Region Auvergne-Rhône-Alpes. Sie gehört zum Kanton Le Diois und zum Kommunalverband Pays Diois.

## Geografie
Brette liegt auf einer mittleren Höhe von 1060 Metern über dem Meeresspiegel 45 Kilometer nordöstlich von Montélimar, umgeben von den Nachbargemeinden sind Pradelle, Saint-Nazaire-le-Désert und Volvent. Die Roanne fließt am westlichen Rand durch das Gemeindegebiet, das eine Fläche von 15,5 Quadratkilometern hat.

## Geschichte
1793 erhielt Brette im Zuge der Französischen Revolution (1789–1799) den Status einer Gemeinde und 1801 das Recht auf kommunale Selbstverwaltung. Die höchste Einwohnerzahl (254) hatte die Gemeinde 1851. Danach sank die Einwohnerzahl bis 1990, als die Gemeinde nur noch 27 Einwohner hatte.
| Jahr                       | 1851 | 1886 | 1906 | 1926 | 1954 | 1975 | 1990 | 2008 | 2016 |
| -------------------------- | ---- | ---- | ---- | ---- | ---- | ---- | ---- | ---- | ---- |
| Einwohner                  | 254  | 174  | 153  | 97   | 63   | 31   | 27   | 31   | 41   |
| Quellen: Cassini und INSEE |      |      |      |      |      |      |      |      |      |

## Kultur und Sehenswürdigkeiten
An der Friedhofsmauer befindet sich eine Tafel, die an eine Übereinkunft erinnert, die zwischen den Katholiken und den Protestanten von Brette 1636 getroffen wurde. Sie benutzten den Friedhof gemeinsam, betraten ihn jedoch durch unterschiedliche Tore, um Konflikte zu vermeiden.

## Wirtschaft
Haupterwerbszweig in Brette ist der Lavendelanbau. Der Lavendel wird destilliert, und das Öl lokal verkauft. Ein weiterer Erwerbszweig ist der Tourismus, es gibt einen Wanderweg durch die Lavendelfelder und eine alte Destillerie. Es gibt zwei Ferienhäuser in Brette und eine Herberge, die in den Bergen liegt. Sie wurde ursprünglich von den Arbeitern einer Kupfermine genutzt, diente dann als Bauernhof und beherbergte später Waldarbeiter.

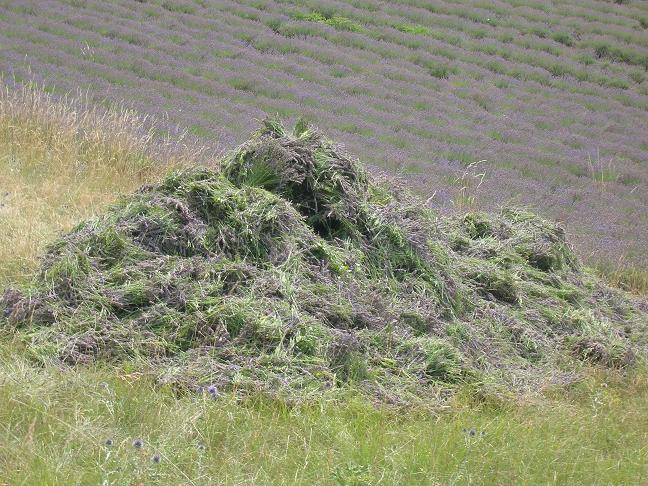
Lavendelfeld

Auf dem Gemeindegebiet gelten kontrollierte Herkunftsbezeichnungen (AOC) für Picodon sowie geschützte geographische Angaben (IGP) für Lammfleisch (Agneau de Sisteron), Geflügel (Volailles de la Drôme), Honig (Miel de Provence), Einkorn und Einkornmehl (Farine de Petit épeautre beziehungsweise Petit épeautre de haute Provence), Lavendelöl (Huile essentielle de lavande de Haute-Provence) und Weiß-, Rosé- und Rotwein mit der Bezeichnung  (Drôme und Méditerranée).